# Roman Zaborowski
Roman Zaborowski (ur. 27 lutego 1956 w Borzytuchomiu) – polski polityk, samorządowiec i nauczyciel, w latach 2007–2011 wojewoda pomorski, senator VIII kadencji.

## Życiorys
W 1992 ukończył studia z zakresu budownictwa lądowego w Wyższej Szkole Inżynierskiej w Koszalinie, a w 1997 studia podyplomowe na Wydziale Zarządzania i Rachunkowości Politechniki Koszalińskiej. Od 1982 pracował kolejno jako nauczyciel matematyki, następnie dyrektor szkoły i wizytator w delegaturze słupskiego kuratorium oświaty. Od 1994 do 2002 pełnił funkcję zastępcy burmistrza miasta i gminy Bytów. W 2002 uzyskał mandat radnego powiatu bytowskiego, powrócił też do pracy w szkole. W 2006 ponownie został radnym, obejmując jednocześnie urząd starosty bytowskiego.
Był prezesem bytowskiego oddziału powiatowego Związku Ochotniczej Straży Pożarnej RP, jest członkiem Zrzeszenia Kaszubsko-Pomorskiego i Stowarzyszenia „Nazaret” im. św. Filipa Neri.
Od 2001 związany z Platformą Obywatelską, z list której dwukrotnie (w 2005 i 2007) bez powodzenia kandydował do Sejmu.
29 listopada 2007 został powołany na stanowisko wojewody pomorskiego. W wyborach w 2011 z powodzeniem ubiegał się o mandat senatora z ramienia PO w okręgu wyborczym nr 63, otrzymując 71 275 głosów. W konsekwencji zrezygnował z funkcji wojewody. W 2015 nie uzyskał senackiej reelekcji. W 2016 został doradcą burmistrza Bytowa. W 2018 i 2024 ponownie uzyskiwał mandat radnego powiatu bytowskiego.
W 2012 odznaczony Brązową Odznaką „Zasłużony dla Ochrony Przeciwpożarowej”.

## Życie prywatne
Jest żonaty, ma czworo dzieci.